# Oktober 2020
Dit artikel geeft een chronologisch overzicht van de belangrijkste gebeurtenissen per dag in de maand oktober van het jaar 2020.

## Gebeurtenissen

### 2 oktober
- De Amerikaanse president Donald Trump laat via Twitter weten dat hijzelf en zijn vrouw Melania besmet zijn met het COVID-19-virus, dat hij vermoedelijk via zijn adviseur Hope Hicks heeft opgelopen. Nog meer leden van het Witte Huis blijken besmet te zijn met het virus. (Lees verder)[1]

### 4 oktober
- In Frankrijk en Noord-Italië vallen zeker twee doden door de storm Alex. Tientallen personen raken vermist.[2]

### 5 oktober
- In Parijs worden de coronamaatregelen weer aangescherpt. Alle cafés gaan voor zeker twee weken dicht en restaurants mogen nog slechts tot 10 uur 's avonds openblijven.[3]

### 9 oktober
- De Kirgizische president Sooronbaj Jeenbekov roept de noodtoestand uit in de hoofdstad Bisjkek, vanwege aanhoudende demonstraties die zijn uitgebroken nadat de uitslag van de verkiezingen afgelopen week ongeldig werd verklaard.[4]
- De Spaanse regering roept de noodtoestand uit in Madrid vanwege het snel oplopende aantal COVID-19-besmettingen. Vanaf 15 uur 's middags mag bijna niemand de stad meer verlaten.[5]

### 10 oktober
- Armenië en Azerbeidzjan komen een wapenstilstand overeen, na twee weken oorlog in Nagorno-Karabach.[6]
- In 36 uur tijd maken meer dan 1000 migranten vanuit Afrika de oversteek naar de Canarische Eilanden, het hoogste aantal sinds 2006.[7]

### 11 oktober
- Op een spoorwegovergang in de Thaise provincie Chachoengsao vallen zeker 17 doden bij een botsing tussen een bus en een trein.[8]
- Bij een botsing tussen twee kleine vliegtuigen boven de Franse stad Loches vallen vijf doden.[9]
- In India ligt het aantal COVID-19-besmettingen nu boven de 7 miljoen. Hiermee is India na de Verenigde Staten nu het land met de meeste besmettingen.[10]

### 13 oktober
- Premier Mark Rutte en minister Hugo de Jonge maken bekend dat vanwege het oplopende aantal COVID-19-besmettingen, alle horecagelegenheden in Nederland vanaf woensdagavond voor minimaal de komende vier weken opnieuw dicht moeten.[11] (Lees verder)

### 15 oktober
- Het Robert Koch Instituut meldt 6638 nieuwe COVID-19-besmettingen in Duitsland in de afgelopen 24 uur. Het is het hoogste aantal besmettingen in Duitsland sinds het begin van de coronapandemie. (Lees verder)[12]

### 16 oktober
- In de Parijse voorstad Conflans-Sainte-Honorine wordt Samuel Paty, een 47-jarige geschiedenisleraar, op straat vermoord door een 18-jarige man uit Tsjetsjenië. De aanleiding is een spotprent van Mohammed die de leraar tijdens de les had laten zien. De dader wordt doodgeschoten door de politie.[13] (Lees verder)
- Na Nederland gaan ook in België vanaf komende week alle cafés en restaurants weer voor vier weken dicht, vanwege het oplopende aantal COVID-19-besmettingen. Verder gaat er in België een avondklok gelden tot 5 uur 's ochtends.[14] (Lees verder)

### 17 oktober
- De Slowaakse regering maakt bekend de hele bevolking te willen testen op COVID-19, vanwege het oplopend aantal besmettingen.[15]

### 18 oktober
- Het totale aantal sterfgevallen in Europa als gevolg van COVID-19 is het kwart miljoen gepasseerd, volgens cijfers van AFP. Het totaal aantal geregistreerde besmettingen met het virus in Europa bedraagt nu 7,3 miljoen.[16] (Lees verder)
- Bij anti-regeringsdemonstraties in Chili, die aanvankelijk nog vreedzaam verliepen, worden twee kerken in brand gestoken.[17]

### 19 oktober
- De Ierse premier Micheal Martin maakt bekend dat het land in de nacht van woensdag op donderdag voor zes weken opnieuw in een vrijwel volledige lockdown gaat, teneinde het coronavirus in te dammen. De scholen blijven wel open.[18]

### 20 oktober
- Bij demonstraties in een wijk in de Nigeriaanse stad Lagos vallen tientallen doden en gewonden als de militaire politie tegen de avond het vuur opent op de demonstranten.[19]

### 21 oktober
- IJsland wordt getroffen door een aardbeving met een kracht van 5,6 op de schaal van Richter. De beving is live te zien op tv, terwijl premier Katrin Jakobsdottir een interview geeft aan een journalist van The Washington Post.[20]
- In verschillende musea in het Museumsinsel in de Duitse hoofdstad Berlijn blijken tientallen voorwerpen te zijn besmeurd met een olieachtige vloeistof, waaronder sculpturen, schilderijen en Egyptische sarcofagen. De aanval vond op 3 oktober al plaats, maar het nieuws wordt nu pas publiek bekend.[21]
- De Tsjechische regering kondigt vanwege het sterk oplopende aantal COVID-19-besmettingen een landelijke lockdown af, die vanaf morgenochtend geldt en in ieder geval tot 3 november van kracht is.[22]

### 22 oktober
- De Sacharovprijs gaat dit jaar naar de Coördinatieraad van de Wit-Russische oppositie, onder leiding van Svetlana Tichanovskaj.[23]
- In Duitsland loopt het aantal nieuwe COVID-19-besmettingen plotseling snel op; het Robert Koch Instituut meldt een recordaantal van 11.287 nieuwe gevallen in het afgelopen etmaal. De Duitse autoriteiten waarschuwen voor mogelijk strengere maatregelen.[24] (Lees verder)

### 25 oktober
- Door de ratificatie van het 50e land zal het kernwapenverbod van de Verenigde Naties 90 dagen in werking treden.[25] Het verdrag is enkel van toepassing op landen die het verdrag hebben ondertekend. (Lees verder)

### 27 oktober
- De Eerste Kamer der Staten-Generaal stemt in met de Tijdelijke wet maatregelen COVID-19. Deze wet vervangt de tijdelijke noodverordeningen en geldt in eerste instantie voor drie maanden.[26]

### 29 oktober
- In de Franse stad Nice worden drie mensen gedood bij een aanval met een mes. De aanslag gebeurt in de Notre-Dame de l'Assomption. De dader raakt gewond.[27] (Lees verder)

### 30 oktober
- Een aardbeving met een kracht van 6,7 in de Egeïsche Zee tussen Griekenland en Turkije richt grote schade aan op het Griekse eiland Samos en het gebied rondom de Turkse plaats Izmir. Er vallen tientallen doden en vele honderden gewonden. De beving wordt gevolgd door een kleine tsunami.[28] (Lees verder)
- In de Poolse hoofdstad Warschau protesteren tienduizenden demonstranten tegen een beslissing van het Poolse Constitutionele Hof om een wet die abortus in bepaalde gevallen toestaat te verwerpen.[29]
- In Frankrijk gaat vanwege de coronapandemie tot minimaal 1 december een nieuwe lockdown gelden.[30](Lees verder)

### 31 oktober
- Met een vertraging van negen jaar is luchthaven Berlijn Brandenburg geopend en vervangt hiermee drie Berlijnse luchthavens.[31] Berlijn-Tempelhof werd al in 2008 gesloten en Berlijn-Tegel is vanaf 31 oktober 2020 gesloten. Vliegveld Berlin-Schönefeld is gelegen op het terrein van de nieuwe luchthaven en wordt onderdeel van Berlijn Brandenburg.
- De Britse premier Boris Johnson laat weten dat het land vanaf donderdag vanwege het coronavirus weer grotendeels op slot gaat. Alleen de scholen, crèches en universiteiten blijven openen.[32]( Lees verder)
- Het lichaam van de Belgische Youtuber Kastiop werd in het Julianakanaal, bij het Nederlandse dorp Stein gevonden.[33][34] De politie trof geen sporen van een misdrijf aan. Kastiop werd al sinds 23 oktober vermist.

## Overleden
<< · januari · februari · maart · april · mei · juni · juli · augustus · september · oktober · november · december · >>